# Консервативное британское нормативное произношение
Консервативное британское нормативное произношение (англ. Conservative Received Pronunciation) — консервативный стандарт произношения в британском английском языке. Ранее консервативный RP считался престижным произношением, однако в последнее время он уступил позиции менее консервативным диалектам, а именно, современному нормативному произношению. Консервативный RP — это язык первого и второго издания Оксфордского словаря английского языка. Третье издание основано уже на современном нормативном произношении. Консервативное нормативное произношение также называют традиционным (Traditional RP) и «высшим» (Upper RP — подразумевает связь с высшим социальным классом и аристократией). На консервативном RP говорили королева Великобритании Елизавета II и другие члены королевской семьи, Уинстон Черчилль, Вера Линн, дикторы новостной компании Pathé News и, до 60-х годов XX века, Би-би-си. В результате нормативное произношение часто именуют королевским английским, или английским Би-би-си.

## Фонетика и фонология

### Гласные и дифтонги
Отличия от современного RP, на котором говорят, к примеру, бывший премьер-министр Великобритании Дэвид Кэмерон и историк Кейт Молтби, включают в себя:
- Так называемое «happy tensing». Эта особенность затрагивает последний гласный звук у слов, заканчивающихся на //y//, //ie//, //ee// и т. п. В консервативном RP на этом месте произносится /ɪ/ (такой же звук, как в //bit//), в современном же варианте — /i/. Современное произношение соотносится с большинством остальных акцентов (кроме североанглийских, в которых чаще встречается /ɛ/ или /a/).[1]
- В консервативном RP краткий вариант //e// — это /e/, как и в австралийском и южноафриканском английском, когда как носители современного RP употребляют /ɛ/. Последний вариант также можно встретить в североамериканском английском и акцентах северной Англии. Разница особенно слышна в произношении слов Leicester и bed: в современном RP звук в этих словах более открытый.[1]
- Аналогично, краткий вариант //a// в таких словах, как //cat//, //apple// и //battle//, звучит в консервативном исполнении как /æ/, сродни североамериканскому английскому. Небольшая часть носителей современного RP стала на этом месте использовать фонему /a/, что характерно также для речи северной Англии и Шотландии.[1]
- Гласный в bird, nurse и curtain большинством говорящих на консервативном варианте выражается как /ɐː/, остальными — как /ɜː/. В современном RP чаще всего можно услышать /ɜː/, также используется /əː/.
- Во многих словах в консервативном RP используется /ɔː/, а в современном — /ɒ/, например cross, often, cloth, salt, because, gone и другие. Схожим образом, слово mass (в значении «месса»), произносится как /mɑːs/ в консервативном исполнении (такой же звук встречается в слове data, /dɑːtə/). Говорящие же на современном RP в mass произнесли бы краткий гласный /æ/, или /a/, а в data — дифтонг /ɛɪ/.[1]
- Редуцированный гласный /ə/ современного RP не редуцируются в консервативном — на его месте звучит /ɪ/. Это заметно в таких словах, как devil, kindness, witness, private, toilet, fortunate.
- В консервативном RP в bowl и boat применяется дифтонг /əʊ/. У носителей современного варианта /əʊ/ перед /ɫ/ превращается в /ɔʊ/, в результате чего goal и goat произносятся по-разному.[1]
- Есть три дифтонга консервативного RP, которые могут не использоваться в современном. Один из них отвечает за разделение hoarse-horse и сохранился лишь в речи самых консервативных носителей британского и южноафриканского английского. Hoarse в таких акцентах произносится как /hɔəs/ (/hoəɹs/ для южноафриканского английского), когда как horse звучит как /hɔːs/. Такие слова, как tour, moor, sure, реализуются в консервативном RP как /ʊə/, однако у многих носителей современного варианта этот звук превратился в /ɔː/. В результате описанных звуковых слияний такие слова, как poor, paw и pore (/pʊə/, /pɔː/, /pɔə/) в современном RP неразличимы и звучат как /pɔː/. В словах вида bear, fair, care, there, millionaire и т. п. в консервативном RP на месте последнего дифтонга произносится /ɛə/, который в современном исполнении перешёл в чистый гласный /ɛː/.[1]
- Дифтонг «длинный a» в консервативном произношении звучит как /eɪ/, в современном — как /ɛɪ/. Таким образом, слова вроде play и say в соответствующих вариантах акустически различаются.[1]

### Согласные
- В отличие от гласных и дифтонгов, согласные звуки при переходе от консервативному к современному нормативному произношению не подверглись изменениям, за одним лишь исключением. Носители консервативного RP в период со середины до конца XIX века произносили сочетание согласных //wh// как /ʍ/ или /hw/. Такое произношение до сих пор распространено в XXI веке в Ирландии, Шотландии и на юге США. Однако, с начала XX века фонема /ʍ/ постепенно перестала быть особенностью консервативного RP и осталась лишь в речи самых «точных» носителей, научившихся видеть разницу. В результате, кроме вышеназванных территорий, эта особенность больше нигде не встречается.

### Идиосинкратические особенности
- В ранней записи песни «Have Yourself a Merry Little Christmas» в исполнении Веры Линн можно услышать произношение слова Christmas с ярко выраженным /t/, что звучит необычно для всех современных носителей английского.
- Названия дней недели в консервативном RP могут заканчиваться как на /-deɪ/, так /-dɪ/. В современном RP всегда используется первый вариант. Дни недели с /-dɪ/ произносил, к примеру, Эндрю Марр. Практика заканчивать слова на краткий гласный сохранилась во многих акцентах северной Англии, однако сам конечный гласный поменялся. Например, в Мерсисайде дни недели могут оканчиваться на /-di/ или /diː/, а в Мидлсбро на /-də/. Когда-то подобное произношение было распространено значительно больше, однако сейчас произношение всё больше основывается на орфографии.